# Star Soldier R
Star Soldier R é um jogo de naves futuristicas desenvolvido pela Hudson Soft, sendo a sétima versão na série Star Soldier. O jogo possui a jogabilidade clássica da série, combinada com gráficos 3D.
Star Soldier R é exclusivo do WiiWare. Foi lançado no Japão em 25 de março de 2008, na América em 19 de maio de 2008 e na Europa em 20 de maio de 2008.

## Jogabilidade
Star Soldier R retorna com a jogabilidade clássica da série, com ajuste de velocidade para a nave do jogador e pontuação. Além do modo de jogo tradicional, possui ainda um modo no estilo time attack, chamado "Caravan Mode", onde os jogadores tentam fazer a maior pontuação possível em dois ou cinco minutos.